# قد غروي
قد غروي (الاسم العلمي: Cottus cognatus) (بالإنجليزية: slimy sculpin)‏ هو نوع من الأسماك يتبع جنس القد من الفصيلة القديات.